# 杉本美香
杉本 美香（すぎもと みか、1984年8月27日 - ）は、日本の柔道家である。階級は78kg超級。現役時代は身長166cm、体重97kg。握力は右50kg、左51kg。バスト119cm。リーチ166cm。血液型はA型。組み手は右組み。段位は六段。得意技は払腰。筑波大学体育専門学群卒業。現在はコマツ女子柔道部でコーチを務めている。

## 人物
兵庫県伊丹市出身。伊丹市立鴻池小学校3年生の時に硬式テニスを始めるがいまいち馴染めず、2年ほどして柔道に転向して、伊丹土曜柔道教室に通うこととなった。
夙川学院中学校3年の時に全国中学校柔道大会団体戦で全国優勝を果たした。
大阪市立汎愛高等学校進学後は全国高校選手権で優勝するなどジュニアの頃から期待されていた選手だった。
筑波大学に入学後、シニアでも活躍するがこの階級の第一人者である塚田真希にはなかなか勝てなかった。2007年筑波大学卒業。
2012年11月14日、現役を引退しコマツのコーチに就任すると発表した。今後は柔道教室などで普及活動にも取り組むとしている。    
2015年11月25日   八王子市立松が谷中学校で講話を行った。
2018年8月27日    自身のブログにて一般男性（柔道家ではなく、その他のスポーツ選手でもない）との結婚を発表。

## 経歴
2009年には前述の塚田に対し体重別では一本を取って優勝を果たす。そのすぐ後に開催された全日本選手権では塚田に敗れるも、3位となる。
2010年には、前年に引き続いて体重別の決勝で塚田を破り2連覇を達成するものの、全日本選手権の決勝では塚田に一本負けを喫して2位にとどまる。
9月に東京で開催された世界選手権では、初戦から一本勝ちを続け、準決勝ではキューバのイダリス・オルティスを開始早々2段モーションの払腰で一蹴すると、決勝では中国の秦茜を積極的に攻め立てた結果、反則勝ちとなり、オール一本勝ちで優勝を果たした。
さらに無差別にも出場して、準決勝まで順当に勝ちあがり、決勝では78kg超級に続いての対戦となった秦茜から有効を奪って優勢勝ちして、イングリッド・ベルグマンス、高鳳蓮につぐ史上3人目の世界選手権2階級制覇を果たす。
11月のアジア大会決勝では、世界選手権に続く対戦となった地元の秦茜を相手に接戦となったものの判定(2-1)で破り優勝する。
2011年に入ると、ワールドマスターズでは決勝で田知本愛に敗れて2位に終わるが、グランプリ・デュッセルドルフでは優勝を果たす。続く体重別で3連覇を成し遂げると、全日本柔道選手権大会では初優勝を果たす。
8月のパリでの世界選手権では準決勝GSで秦茜に一本負けを喫するが、3位決定戦で田知本に指導2で優勢勝ちして3位とはなるものの、自身27回目の誕生日を金メダルで飾ることはできなかった。
10月にロシアのチュメニで開催された世界柔道選手権大会無差別では、準決勝で佟文に終了間際に一本負けを喫するが、3位決定戦では秦茜を2-1の判定で辛くも破って3位となった。
12月のグランドスラム・東京では準決勝でルツィヤ・ポラウデルを内股で破ると、決勝では田知本を3-0の判定で破り優勝を飾った。
2012年1月には ワールドマスターズに出場するが、準決勝で秦茜に指導3で敗れて3位に終わった。
4月の全日本柔道選手権大会では、決勝で山梨学院大学の山部佳苗に体落の技ありと指導2を取られて敗れて、今大会2連覇はならなかった。
5月の選抜体重別では決勝で山部を延長戦において背負投の有効で破って今大会4連覇を飾り、ロンドンオリンピック代表に選出された。
7月のロンドンオリンピックでは初戦でベネズエラのジオヴァンナ・ブランコを払腰、2回戦でブラジルのマリア・アウレン・アルテマンを内股、準決勝で地元イギリスのカリーナ・ブライアントを指導2で破るものの、決勝でキューバのオルティスに0-3の判定で敗れて銀メダルにとどまった。決勝では序盤で得意の払腰が返されそうになった影響もあって相手の返し技を警戒するあまり、組み手では終始優位に立ちながらもなかなか技が出せなかった。杉本は「もう返し（技）を狙っている（気配）というのがむちゃくちゃあった。見ている人は『なんでやねん、はよ（技を）かけろや』という感じになったと思うんですけど。組んでいて体重のかけ方が1センチでも違ったら技がかかるか（返されるか）どうかが変わってくる」と述べると、「でも思い切りいけなかったのが負けた原因だと分かっている。勝ちたい気持ちが出すぎて、不用意にいっては…と（慎重になりすぎた）。」と敗因を語った。監督である園田隆二は、「(最大の強敵であるトウ文が準決勝で敗れたこともあり)、ここで勝たないと（杉本は）いつ勝つんだ。（決勝は）最初に払い腰を返されて弱気になったのが全て。金を取れた。逃がした魚は大きい。」とコメントした。
11月には強化選手の辞退届けを全柔連に提出して、第一線を退くことになった来年の全日本選手権にも出場しない意向を示した。
2013年3月には女子柔道強化選手への暴力問題を受けて、全柔連から新コーチ就任を要請されたが、指導経験の少なさに加えて膝の手術などで暫く現場に出てこれないことを理由に辞退した。
2019年9月にコマツ女子柔道部監督の徳野和彦が退任したのを受けて、監督代行を務めることになった。2020年から監督となるも、2022年3月に退任することになった。

## 戦績
- 1999年 - 全国中学校柔道大会 団体戦 優勝
- 2001年 - 全国高等学校柔道選手権大会 2位
- 2002年 - 全国高等学校柔道選手権大会 優勝
- 2002年 - フランスジュニア国際 優勝
- 2003年 -2008年 - 選抜体重別 3位
- 2003年 - ユニバーシアード 無差別 2位
- 2003年 - 全日本ジュニア 優勝
- 2003年 - 福岡国際女子柔道選手権大会 78kg超級 3位
- 2004年 - アジア柔道選手権大会 無差別 2位
- 2005年 - チェコ国際 優勝
- 2005年 - アジア柔道選手権大会 78kg超級 優勝
- 2005年 - アジア柔道選手権大会 無差別 優勝
- 2005年 - 学生体重別 優勝
- 2005年 - 講道館杯 優勝
- 2005年 - 福岡国際女子柔道選手権大会 78kg超級 2位
- 2005年 - 福岡国際女子柔道選手権大会 無差別 3位
- 2006年 - ハンガリー国際 優勝
- 2006年 - 皇后盃全日本女子柔道選手権大会 3位
- 2007年 - ユニバーシアード 78kg超級 3位
- 2007年 - 東アジア柔道選手権大会 78kg超級 優勝
- 2007年 - 講道館杯 2位
- 2008年 - アジア柔道選手権大会 無差別 優勝
- 2008年 - 東アジア柔道選手権大会 78kg超級 2位
- 2008年 - 世界団体 優勝
- 2008年 - 講道館杯 優勝
- 2008年 - 嘉納杯 2位
- 2008年 - 世界柔道選手権大会 無差別 3位
- 2009年 - ワールドカップ・ウィーン 2位
- 2009年 - グランプリ・ハンブルク 2位
- 2009年 - 選抜体重別 優勝
- 2009年 - 皇后盃全日本女子柔道選手権大会 3位
- 2009年 - グランドスラム・リオデジャネイロ 優勝
- 2009年 - 講道館杯 2位
- 2010年 - 選抜体重別 優勝
- 2010年 - 皇后盃全日本女子柔道選手権大会 2位
- 2010年 - 世界柔道選手権大会 78kg超級 優勝
- 2010年 - 世界柔道選手権大会 無差別 優勝
- 2010年 - アジア大会 78kg超級 優勝
- 2011年 - ワールドマスターズ 2位
- 2011年 - グランプリ・デュッセルドルフ 優勝
- 2011年 - 選抜体重別 優勝
- 2011年 - 皇后盃全日本女子柔道選手権大会 優勝
- 2011年 - 世界柔道選手権大会 3位
- 2011年 - 世界団体 2位
- 2011年 - 世界柔道選手権大会（無差別） 3位
- 2011年 - グランドスラム・東京 優勝
- 2012年 - ワールドマスターズ 3位
- 2012年 - 皇后盃全日本女子柔道選手権大会 2位
- 2012年 - 選抜体重別 優勝
- 2012年 - 第30回夏季オリンピックロンドン大会 2位

(出典、JudoInside.com)。

## 有力選手との対戦成績
| 国籍               | 選手名               | 内容   |
| ------------------ | -------------------- | ------ |
| 中華人民共和国の旗 | 佟文                 | 0勝3敗 |
| 中華人民共和国の旗 | 秦茜                 | 6勝3敗 |
| スロベニアの旗     | ルツィヤ・ポラウデル | 7勝1敗 |
| ロシアの旗         | エレナ・イワシェンコ | 2勝3敗 |
| キューバの旗       | イダリス・オルティス | 4勝2敗 |
| 大韓民国の旗       | 金ナ永               | 4勝0敗 |

(参考資料：ベースボールマガジン社発行の近代柔道バックナンバー、JudoInside.com等)。